# Gagrella sarasinorum
Gagrella sarasinorum is een hooiwagen uit de familie Sclerosomatidae.